# 1868 في إسبانيا
فيما يلي قوائم الأحداث التي وقعت خلال عام 1868 في إسبانيا.

## سياسة

### تعيين في المنصب
- 1 يناير – باسكوال مادوث Civil Governor of the Province of Madrid  [لغات أخرى]‏.

### انتهاء فترة المنصب
- 19 أكتوبر – باسكوال مادوث Civil Governor of the Province of Madrid  [لغات أخرى]‏.

## مواليد

### يناير
- 1 يناير – انركيتا مارتي خادمة منزل إسبانية.

### أكتوبر
- 3 أكتوبر – فرنسيسكو فيدال

## وفيات

### أبريل
- 23 أبريل – رامون ماريا ناربايز (مواليد 1800) دبلوماسي إسباني.

### يونيو
- 3 يونيو – لافونتي ألكنترا (مواليد 1825)